# 首華卡通頻道
首華卡通頻道是台灣電視史上曾經存在的專門播放動畫的有線電視獨立頻道，營運商為首華國際股份有限公司（1996年7月16日－2002年1月18日），頻道代理商為和信集團旗下的和威傳播，播放的動畫大多為原創動畫錄影帶。
在1998年10月「三加一」頻道商（和信集團、東森集團、木喬傳播、世代國際）展開的有線電視系統及頻道整合之下，身為小頻道商的首華國際從此退出市場。國立政治大學傳播學院《台灣電視資料庫》所載首華卡通頻道實際播放時期為1998年3月至10月。

## 歷史
1997年11月7日，和信集團公布1998年自營及代銷頻道名單，其中代銷頻道有探索頻道、首華卡通頻道、博新東映頻道、Z頻道、佛光衛視等。
東森集團旗下專門播放動畫的有線電視頻道中都卡通台是首華卡通頻道的最大競爭對手。在東森集團與和信集團旗下有線電視頻道家族壁壘分明之時，此二集團旗下有線電視系統收視戶不能同時收看首華卡通頻道與中都卡通台，和信集團旗下的有線電視系統收視戶只能收看首華卡通頻道，東森集團旗下的有線電視系統收視戶只能收看中都卡通台。
1998年初，東森集團旗下的大台北地區各家有線電視系統都已停播首華卡通頻道，首華國際在無能為力之餘，意外發現訂購首華卡通頻道節目錄影帶的中華郵政劃撥單特別多。當時首華國際節目部經理張在群說，首華卡通頻道被停播後，這些每套價格新台幣八千元起跳的動畫錄影帶特別暢銷，而最大客戶是小學生與中學生；音樂CD、月曆、海報等周邊商品，每個月也能給首華國際帶來將近新台幣百萬元的收入。

## 事故
1997年12月21日，首華卡通頻道遭觀眾投訴，雖然有些電視廣告並非商業廣告，但是廣告時間太多且甚至長達半小時，而且節目重播率「高得離譜」，「要過一段時間才肯播新的節目」。
1998年2月4日，首華卡通頻道遭觀眾投訴，在該年除夕至大年初二播出的《新年賀歲馬拉松》各節目播出時間管制不當，例如：①《東京巴比倫2》與《雲界迷宮》都至少提早13分鐘開播，按時開機的觀眾只能看到後半段；②《小鐵的大冒險》與《超獸傳說》未事先告知觀眾就互換播出時間，《超獸傳說》甚至只播了不完整的下集；③《新無責任艦長》第3至4集連播兩次，漏播第5至6集。首華國際答覆，節目播出時間不準時已經長期困擾首華卡通頻道，不準時的原因是衛星公司值班人員的人為疏失，尤其春節期間人力不足而常放錯錄影帶；漏播的節目將安排在觀眾點播時段（每週日14:00～17:00）重播，並預先公告。
1998年2月16日，首華卡通頻道遭觀眾投訴，原本每週五18:10播放的《魔神英雄傳2》突然停播且改播其他節目。

## 特徵
- 雖然是小頻道，卻曾經為《變變½》（《變身席格那》）搭配中文主題曲，演唱者為現代派唱片旗下雙胞胎姊妹團體ME2。
- 將部分成人動畫如《聖戰天使》（《淫獸聖戰》，當時台灣代理商為新潮館）剪接刪除十八禁片段後，排在深夜時段播放。亦將部分非成人動畫如《雲海歷險》刪除裸體片段後，排在深夜時段播放。
- 常播放未向行政院新聞局登記發行而不受中華民國法律《著作權法》當時條文保護之日本動畫，片頭及片尾工作人員表中的製作公司名單會被首華國際自行剪輯的同部動畫片段覆蓋，例如《古靈精怪》、《再造基因》都是此類節目。
- 在沒有動畫節目的時段，或節目播放後的剩餘時間，會安插播放《卡通MTV》。《卡通MTV》內容為首華國際自行剪輯並配上各該動畫之完整版歌曲，使用的歌曲通常為各該動畫之主題曲或片尾曲；大部分歌曲未附中文字幕，少數如《幸運女神OVA》、《蠟筆小新》（電視動畫版）有中文字幕。

## 曾播放過動畫節目
※完整節目名稱請參見《台灣電視資料庫》。有名稱遺缺、重複者未記載。
- 小刑警（がきデカ）
- 夢幻大師
- 小紅帽
- 邂逅
- 裝甲騎士
- 鐵甲人
- 消失的北極風
- 維立斯戰記
- 愛儷兒女戰士
- 愛麗絲夢遊仙境
- 睡美人
- 小飛象
- 聖誕老人
- 母與子
- 臥底神探
- 大戰士
- 禁斷默示錄（日语：禁断の黙示録 クリスタル・トライアングル）
- 愛之城（日语：アイ・シティ）
- 小鹿斑比
- 虛無戰史（日语：虚無戦史MIROKU）
- 痞子一族嗚丫丫（日语：気分は形而上）
- 廚子王努力記
- 仙履奇緣
- 熱血鐵漢
- 東京流浪女（気ままにアイドル）
- 天地無用
- 石中劍
- Z超人
- 牙王
- 變變½（變身席格那）
- 滾球大轉彎
- 小姐與流浪漢
- 魔宮戰場
- 安徒生童話故事（蟲製作公司作品）
- 木偶奇遇記
- 高速路超人
- 頑皮鴨貝克
- 宇宙小英雄
- 黑色奇蹟
- 湯姆歷險記
- 香取姑娘（牧場上的小乖乖）
- 神秘世界（神秘的世界）
- 魔鬼天使戰警（日语：エンゼルコップ）
- 吸血鬼獵人（吸血鬼獵人D）
- 火劫餘生線
- 森林樂園
- 新海底軍艦
- 大眼蛙可洛比（Kero Kero Keroppi）
- 宇宙海賊（機械女神傳說 / 星際毀滅者）
- 驅魔夜行
- 亞人戰士
- 冒險紳士
- 任達的囚犯
- 神秘的轉學生
- 雙星仙子
- 銀河戰士
- 莎拉公主
- 哈哈鏡花緣
- 風魔小次郎
- 銀河疾風
- 黑音鬼奇譚
- 東京男孩
- 鬼神童子
- 機器特警
- 古靈精怪
- 機甲特警
- 新無責任艦長
- 碧奇魂
- 臥底女神探
- 孫小聖與豬小能（中國中央電視台動畫部作品）
- 最大危機
- 太空小妖女
- 風之塔
- 重獸機隊
- 時空旅人
- 超獸終結者
- 飛車少女
- 光的來訪者
- 唐吉訶德
- 新世紀戰士
- 超級突擊隊
- 小鐵的大冒險（日语：小鉄の大冒険）
- 小白獅王
- 童話世界
- 超級女警探
- 玉女英豪（凡爾賽玫瑰）
- 未來戰爭
- 大毀滅
- 黑神駒
- 奇比貓大冒險
- 花仙子
- 太陽之子
- 蘋果核戰
- 小朋友為什麼
- 星際搜索者
- 美少女遊擊隊（日语：美少女遊撃隊バトルスキッパー）
- 眼鏡蛇
- 羈絆（絆-KIZUNA-）
- 海底兩萬哩
- 銃夢
- 阿信
- 宇宙防衛隊
- 地球人
- 火劫餘生緣
- 傻瓜伊凡
- 冒險者蒂娜
- 新女強人
- 王妃豪放女
- 忍法亂機關（忍法乱れからくり）
- 機動戰警
- 魔討綺譚
- 個人授業
- 龍世紀神之章
- 宇宙西遊記
- 宇宙海盜
- 怪獸大決戰
- 挑戰22世紀
- 金銀島
- 旋風武鬥傳（機動武鬥傳G GUNDAM）
- 光戰隊（光戰隊覆面人）
- 淚眼煞星
- 混身是膽
- 地獄暴行
- 賞金女獵人
- 開心街
- 依莉亞
- 獄街
- 誕生（誕生 ～Debut～）
- 無敵鐵金剛
- 暴力管區
- 正義之光（霹靂日光號）
- 青蛙精靈
- 黑劍
- 偶像防衛隊
- 界外降落
- 宇宙皇子（日语：宇宙皇子）
- 王道復古（日语：タイムボカン王道復古）
- 聖戰天使（淫獸聖戰）
- 憂鬱夜語
- 雲海歷險
- 阿賀外傳
- 忍者龍劍傳
- 妙青蛙奇遇記
- 城市獵人
- 地球神童
- 魔神
- 黑豹小金剛
- 究極葵花寶典
- 最終教師（日语：最終教師）
- 頑皮鼠歷險記
- 神奇皇冠
- 奪命雙嬌（日语：ウォナビーズ）
- 巴歐來訪者
- 黑貓警長
- 地獄判官
- 南北雙雄
- 夢幻戰記（幻夢戰記（日语：幻夢戦記レダ）
- 西行探險
- 迷你賽車戰士
- 琉璃公主（るり色プリンセス）
- 破邪女神星
- 魔鬼教師方程式（日语：腐った教師の方程式）
- 超獸機神
- 妖怪人間
- 新超獸戰士
- 魔神英雄傳
- 燃燒的玫瑰（阿爾卑斯玫瑰）
- 超級女福星（ザ・超女）
- 捍衛嬌娃（日语：ガルフォース）
- 風之士
- 所羅門寶藏
- 強殖裝甲劇場版
- 奇異的異次元
- 摩登社長
- 雲界迷宮
- 藍波
- 裝甲騎兵
- 仙島小樂園
- B.B.
- 老人Z
- 鋼鐵魔獸
- 鬼切神劍（鬼切丸）
- 爆走七人組
- 靈犬怪博士
- 秀逗魔導士
- 海底三萬哩
- 八神君家庭事情（日语：八神くんの家庭の事情）
- 魔靈戰記
- 孿生王子
- 天地霸王
- 含羞草
- 電腦嬌娃（日语：Compiler）
- 環遊世界80天
- 巫術
- 星星的鐵道
- 夢幻天使
- 宇宙刑警
- 雪麗
- 太空合金戰神
- 雅西塔學園日
- 文文流浪記
- 點播俱樂部
- 逃亡記
- 最佳拍擋（搞怪拍檔）
- 瘋狂博士
- 音速小子
- 有閒俱樂部（有閑俱樂部）
- 美樂蒂
- 光子帆船
- 星座宮神話
- 精靈小公主（魔靈公主？）
- 衝呀!白狼
- 柔道少女（なつきクライシス）
- 伊蘇國物語（イース 天空の神殿）
- 誰在你後面
- 雪子
- 白鳥麗子
- 稻中桌球社
- 咆哮女郎巴明欣
- 幽靈飛行船
- 宇宙光源
- 辛格那爾
- 北極海戰線
- 魔幻雙嬌
- 魔獸人卡新
- 名偵探久頓
- 帕恰狗頑皮鴨
- 銀河騎士（宇宙騎士？）
- 凱蒂貓
- 超新星 閃電武士（超新星閃光人，特攝作品）
- 007情報員
- 鬼魅戰記
- 危險十九歲
- 強殖裝甲
- 悲哀的LISA
- 特搜戰車隊
- 打工淑女（乙姫CONNECTION）
- 宇宙女海賊
- 史努比
- 創世機士
- 飛龍戰士
- 卡露兒
- 萬能文化貓娘
- 妖魔
- 世紀之戰
- 絕世女郎
- 平臀女孩出擊
- 犬戰士
- 麻將黑道
- 巴比二世（巴比倫2世）
- 絕對獵人
- 青春狂飆
- 超獸傳說（日语：超獣伝説ゲシュタルト）
- 絕愛1989
- 王立太空部隊（王立宇宙軍）
- 甲龍傳說（日语：甲竜伝説ヴィルガスト）
- 機動警察
- 加菲貓
- 超時空要塞
- 恐怖新聞
- 銀河鐵道999
- 橫掃魔界
- 力戰海賊
- 我是大哥大（今日から俺は!!）
- 惡魔人
- 紅疾風
- 紺碧艦隊
- 機甲獵兵
- 出雲傳奇（IZUMO）
- 大個子（日语：のたり松太郎）
- 萬能麥斯
- 六神合體
- 電腦警察（日本電視台特攝作品）
- 綠野仙蹤
- 可愛的浣熊
- 小公主
- 熱線快遞
- 秘境探檢（日语：秘境探検ファム&イーリー）
- 再造基因（DNA²）
- 黑暗傳承 武神（暗黒神伝承 武神）
- 人魔獸傳說
- 機器人009（人造人009）
- 銀龍少爺
- 高速獵人
- 東京巴比倫
- 陰陽特搜官（銀瞳特搜官（日语：ジョーカー・シリーズ_(漫画)））
- 月光騎士團
- 沃太利亞（日语：ウインダリア）
- 青空少女隊
- 陽光伙伴（日语：陽あたり良好!）
- 橘夢日記
- 愛天使傳說
- 小巫仙
- 隨風而逝的記憶

## 曾播放過但節目名稱不明的動畫
- 爆炎學園（日语：爆炎CAMPUSガードレス）
- 半龍少女（日语：ドラゴンハーフ）
- 魔物獵人妖子
- 新機動戰記GUNDAM W